# Pólko (powiat kwidzyński)
Pólko (niem. Polken)– osada w Polsce położona w województwie pomorskim, w powiecie kwidzyńskim, w gminie Prabuty.
W latach 1975–1998 miejscowość położona była w województwie elbląskim.